# Quinto Júnio Marulo
Quinto Júnio Marulo (em latim: Quintus Iunius Marullus) foi um senador romano da gente Júnia nomeado cônsul sufecto para o nundínio de setembro a dezembro de 62 com um colega de nome desconhecido e, depois, com Tito Clódio Éprio Marcelo. Em 62, propôs remover do cargo o pretor Antíscio Sosiano por ter escrito poemas negativos à imagem do imperador Nero. A proposta foi apoiada por todos os senadores menos Públio Clódio Trásea Peto.